# ملعب راين بارك
ملعب راين بارك هو ملعب كرة قدم يقع في فادوز عاصمة ليختنشتاين. يسع الملعب لجلوس 6,127 متفرج. يعتبر الملعب الرسمي الذي يخوض فيه نادي فادوز مبارياته. تم افتتاح الملعب في 31 يوليو 1998 ثم تمت توسعته في سنة 2006.